# Королевский дождь
Проект по искусственному вызову дождя в Таиланде ( โครงการฝนหลวง) был начат в ноябре 1955 года королём Таиланда Пхумипоном Адульядетом. Тайские фермеры в течение длительного времени страдали от последствий засухи и король принял решение исправить ситуацию, предложив искусственно вызвать дождь или произвести засев облаков.

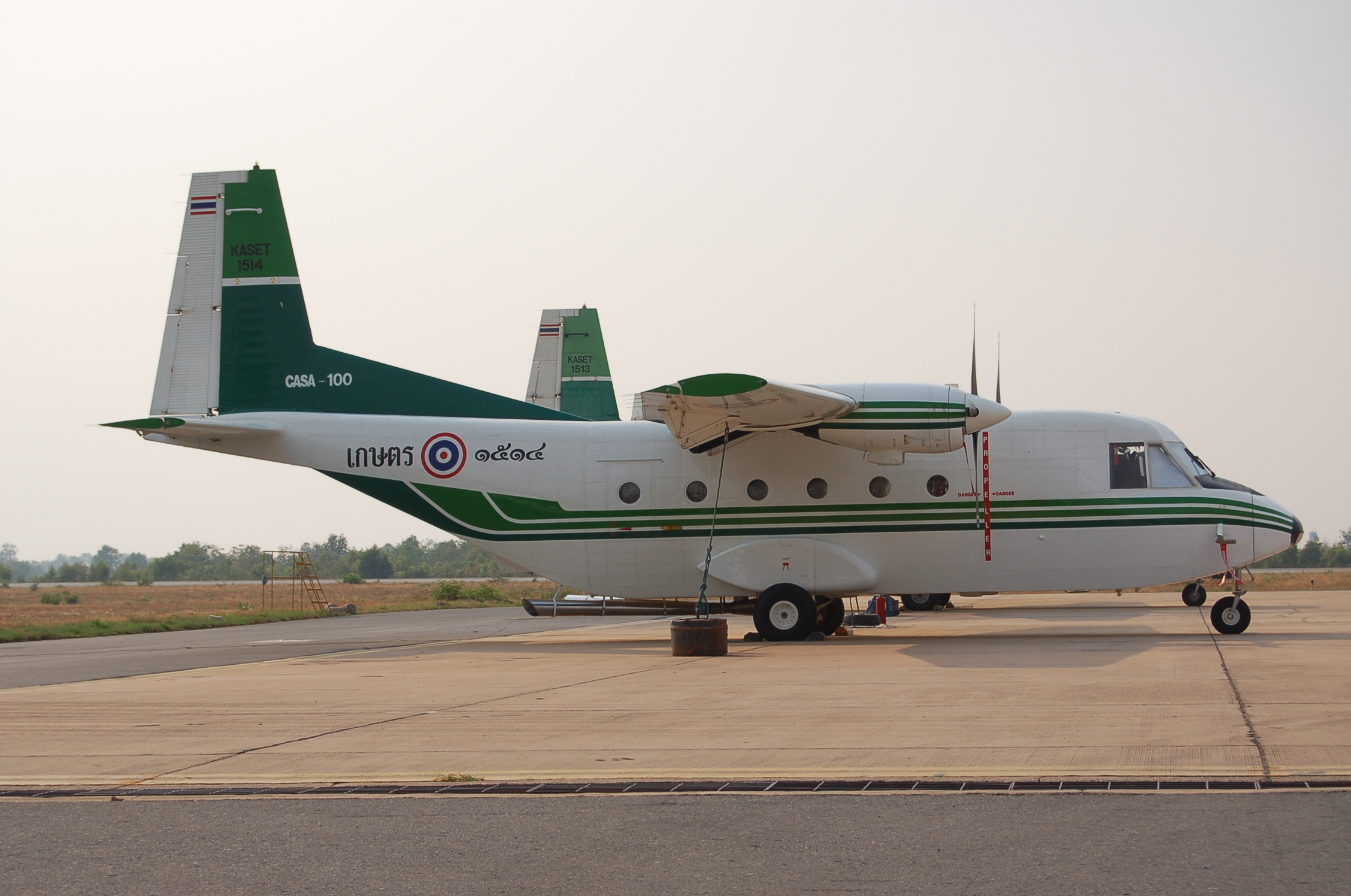
Самолёт, с помощью которого производился засев облаков

## История
Во время правления Пхумипона Адульядета многие уезды и отдалённые районы страны столкнулись с проблемой засухи. Более 82 % сельскохозяйственных земель в середине XX века полагались в орошении на дожди. Тайские фермеры не могли вырастить урожай из-за отсутствия воды.
Сам король ещё в начале своего правления выказывал большой интерес в отношении вопроса о возможностях искусственного орошения земель страны. В 1955 году король посетил северные районы государства и увидел, что несмотря на большое количество облаков, дождь здесь не проливается. Он начал искать решение этой проблемы и 14 ноября того же года, выделив свои личные средства, учредил проект по разработке искусственного дождя и за всё время работы над ним лично уделял ему большое внимание. Непосредственной разработкой проекта занимался специалист-агротехник из Министерства сельского хозяйства Дебаридди Девакула.
Дебют королевского проекта состоялся 20 июля 1969 года: в этот день прошёл первый полёт специализированных самолётов над национальным парком Кхауяй. Хлопья сухого льда были разбросаны над облаками и привели к небольшим дождям, при этом химическую формулу для засева облаков составил сам монарх. Однако на тот момент у учёных не было уверенности в том, что дождь можно будет вызвать во всех без исключения областях, поэтому работы над проектом продолжились.. В 1971 году правительство страны учредило Проект по исследованию и развитию технологии искусственного вызова дождя при Министерстве сельского хозяйства и кооперативов.

## Признание
Проект короля получил признание со стороны организации EUREKA в 2001 году. Данное изобретение было признано полезным для всего мира. В 2009 году Иордания получила разрешение Таиланда на использование данной технологии.

## Процедура

### Увлажнение
Посев гигроскопических веществ стимулирует массы воздуха подниматься выше, чтобы создать влажность. Это способствует формированию дождевых облаков и увеличивает потенциальное количество осадков.

### Откорм
Откорм дождевых облаков производится путем рассеяния экзотермических-гигроскопичных химических веществ, которые способствуют конденсации капель воды.

### Атака
Полёт на самолете сквозь тяжелые облака ускоряет процесс формирования капель.